# Abraham Bredius
Abraham Bredius (født 18. april 1855 i Amsterdam, død 13. marts 1946 i Monaco) var en hollandsk kunstsamler, kunsthistoriker og museumsinspektør.

## Biografi
Bredius var en af sin tids fremmeste kunstkendere med ekspertise for Rembrandt og andre hollandske kunstmalere. Han var 1889-1909 museumsinspektør på Mauritshuis og forfattede en mængde bøger. I 1922 forlod han Holland af helbredsmæssige årsager og bosatte sig i Monaco. Han havde en større kunstsamling som han testamenterede til den hollandske stat og nu er udstillet i Museum Bredius i Haag og for rembrandtmaleriernes vedkomne i Rijksmuseum i Amsterdam.